# 阿什塔拉克
40°17′51″N 44°21′42″E / 40.29750°N 44.36167°E

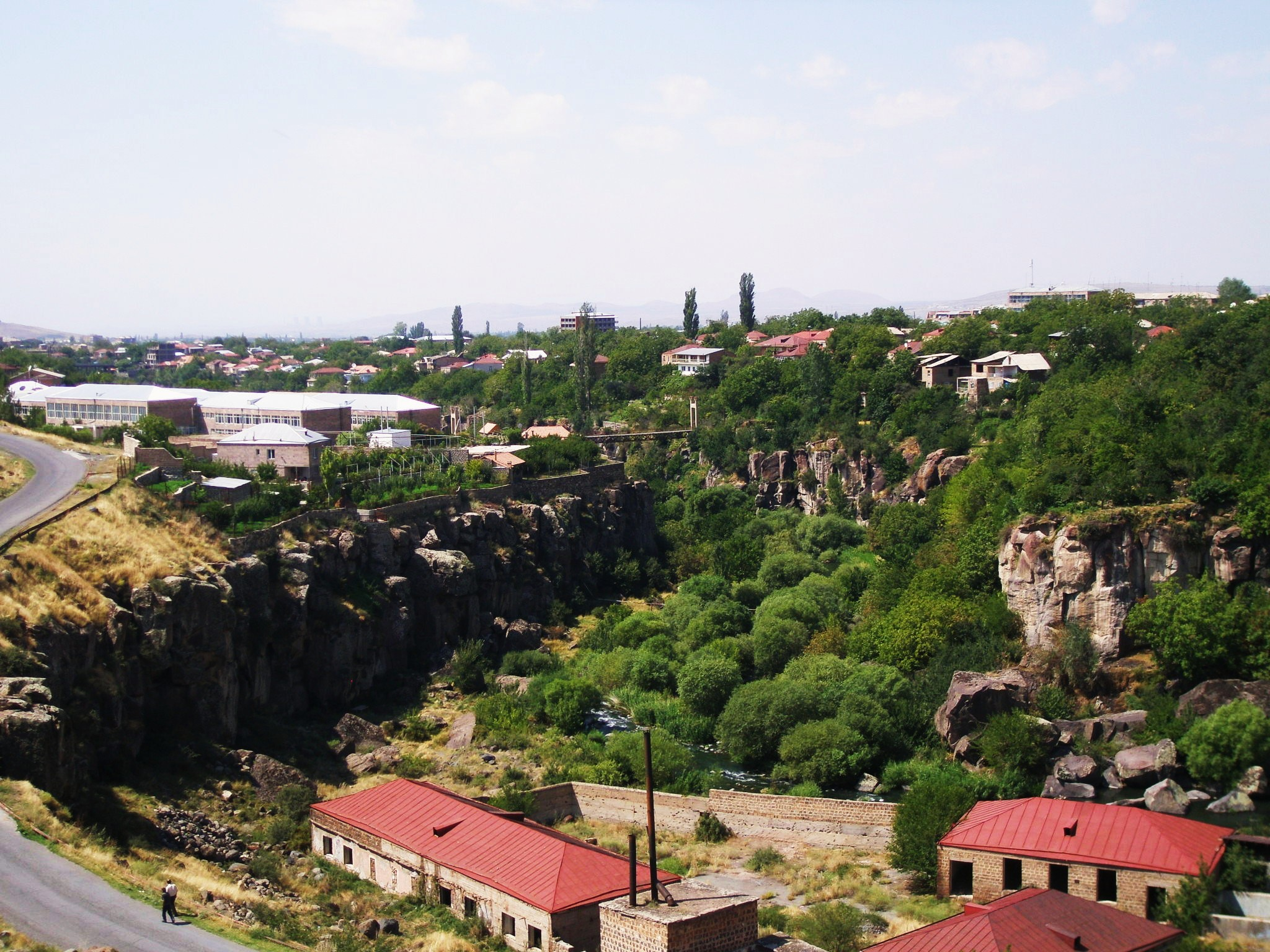

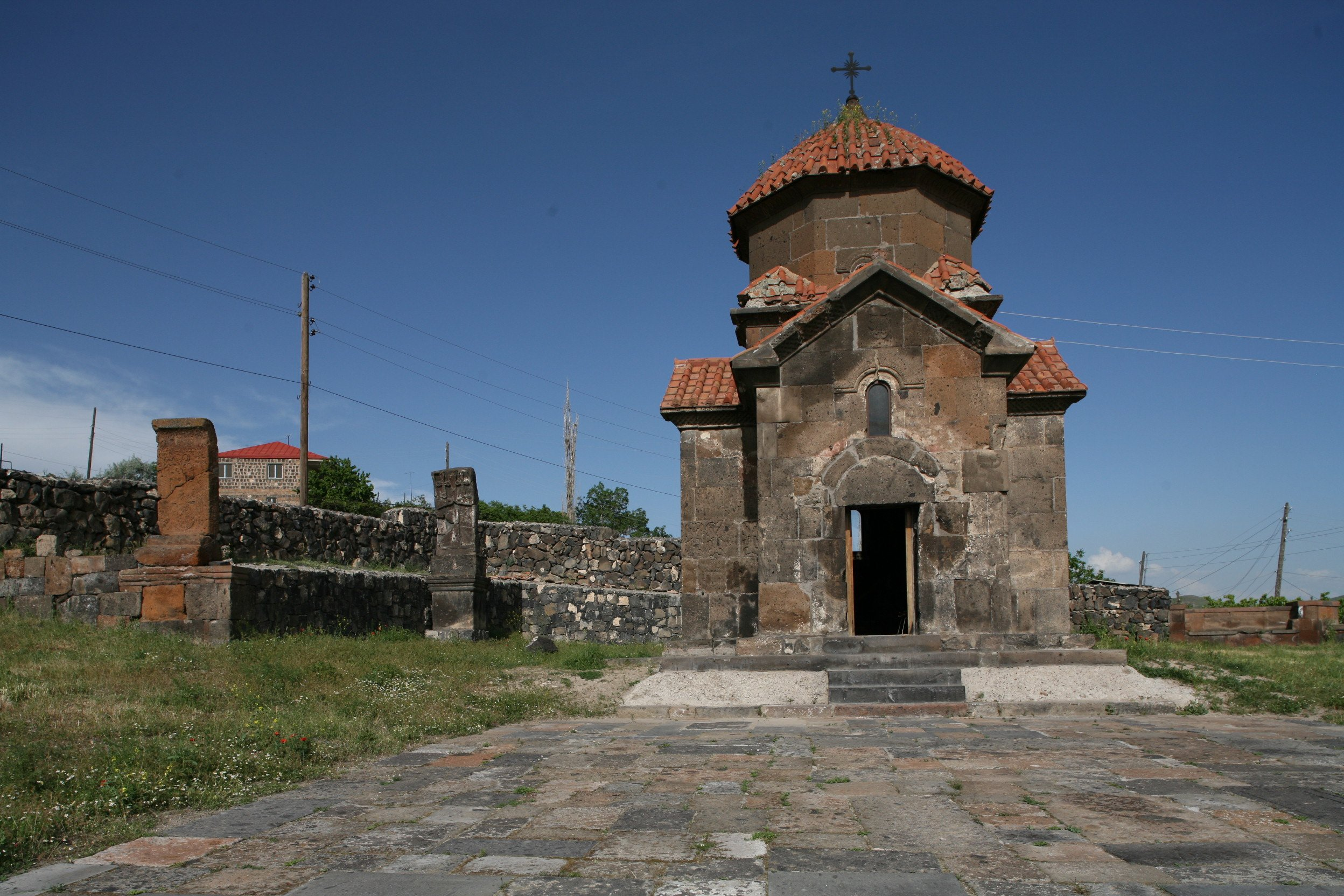

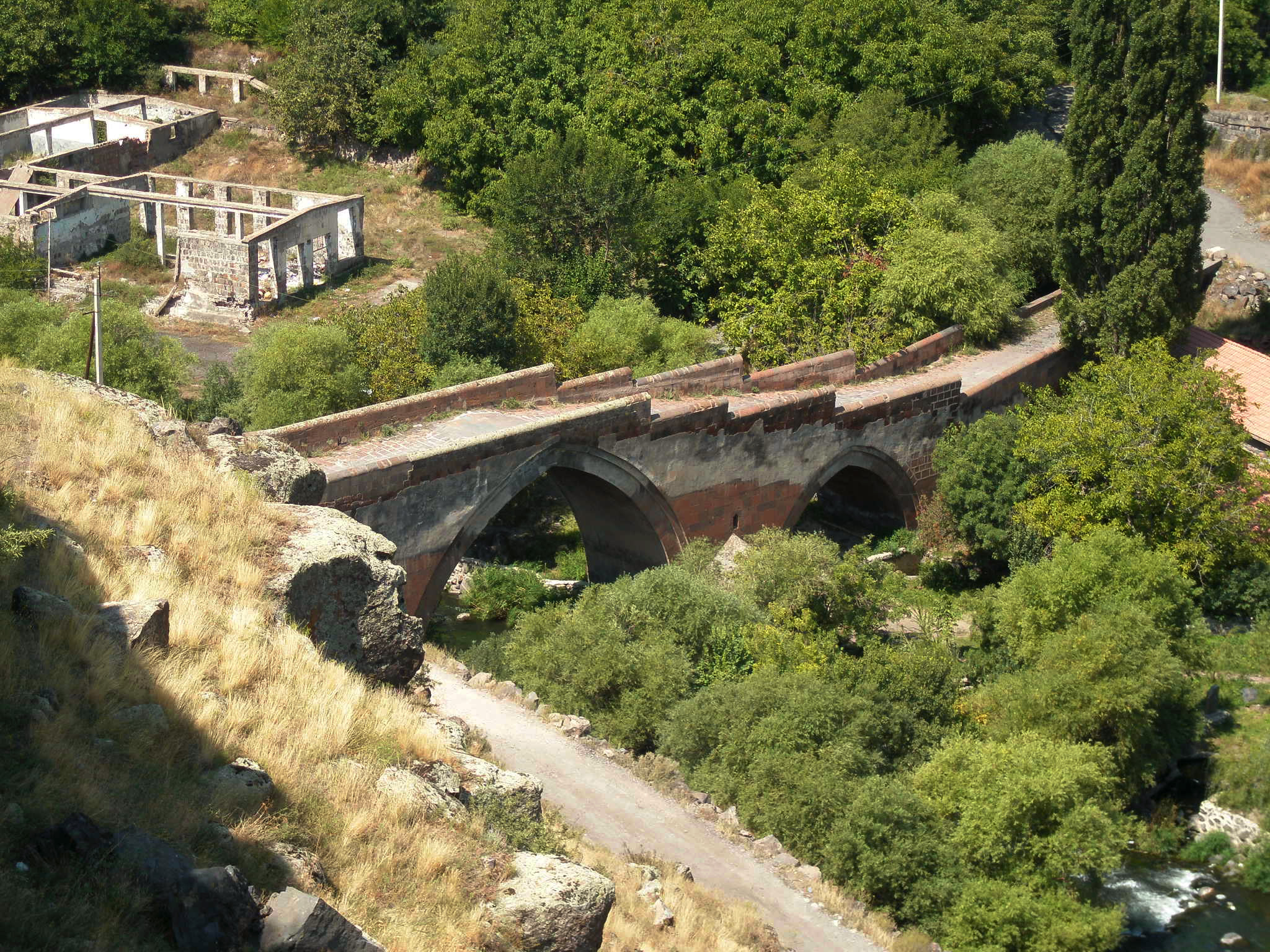

阿什塔拉克（羅馬化：Ashtarak）是亞美尼亞的城市，位於該國中部，距離首都葉里溫約20公里，為阿拉加措特恩州的州府，面積42.33平方公里，海拔高度1,110米，2009年人口21,600。

## 友好城市
- 法國 阿尔福维尔

## 外部連結
- Report of the results of the 2001 Armenian Census （页面存档备份，存于）
- Cilicia.com article on the region （页面存档备份，存于）